# Francisco Villa Uno, Chiapas
Francisco Villa Uno är en ort i Mexiko.   Den ligger i kommunen Jiquipilas och delstaten Chiapas, i den sydöstra delen av landet, 700 km sydost om huvudstaden Mexico City. Francisco Villa Uno ligger 703 meter över havet och antalet invånare är 230.
Terrängen runt Francisco Villa Uno är huvudsakligen kuperad, men åt nordväst är den platt. Runt Francisco Villa Uno är det ganska glesbefolkat, med 47 invånare per kvadratkilometer. I omgivningarna runt Francisco Villa Uno växer huvudsakligen savannskog.